# Янгушево
Янгу́шево (рос. Янгушево, марій. Янгуш) — присілок у складі Моркинського району Марій Ел, Росія. Входить до складу Себеусадського сільського поселення.

## Населення
Населення — 37 осіб (2010; 57 у 2002).
Національний склад (станом на 2002 рік):
- лучні марійці — 98 %